# Lala (Tunísia)
Lala o Lalla (àrab: لاَلّة, Lālla) és un municipi de la governació de Gafsa al sud-oest de Tunísia, que s'estén al llarg de la carretera nacional núm. 15, al sud-est de la ciutat de Gafsa.

## Administració
Forma una municipalitat o baladiyya, amb codi geogràfic 61 21 (ISO 3166-2:TN-12), creada per un decret del 26 de maig de 2016. La municipalitat s'estén pel sector o imada homònim, amb codi 51 53 53, de la delegació o mutamadiyya d'El Ksar (codi 61 53), a la qual està adscrita a nivell de delegacions.